# Hafenverwaltung Hildesheim

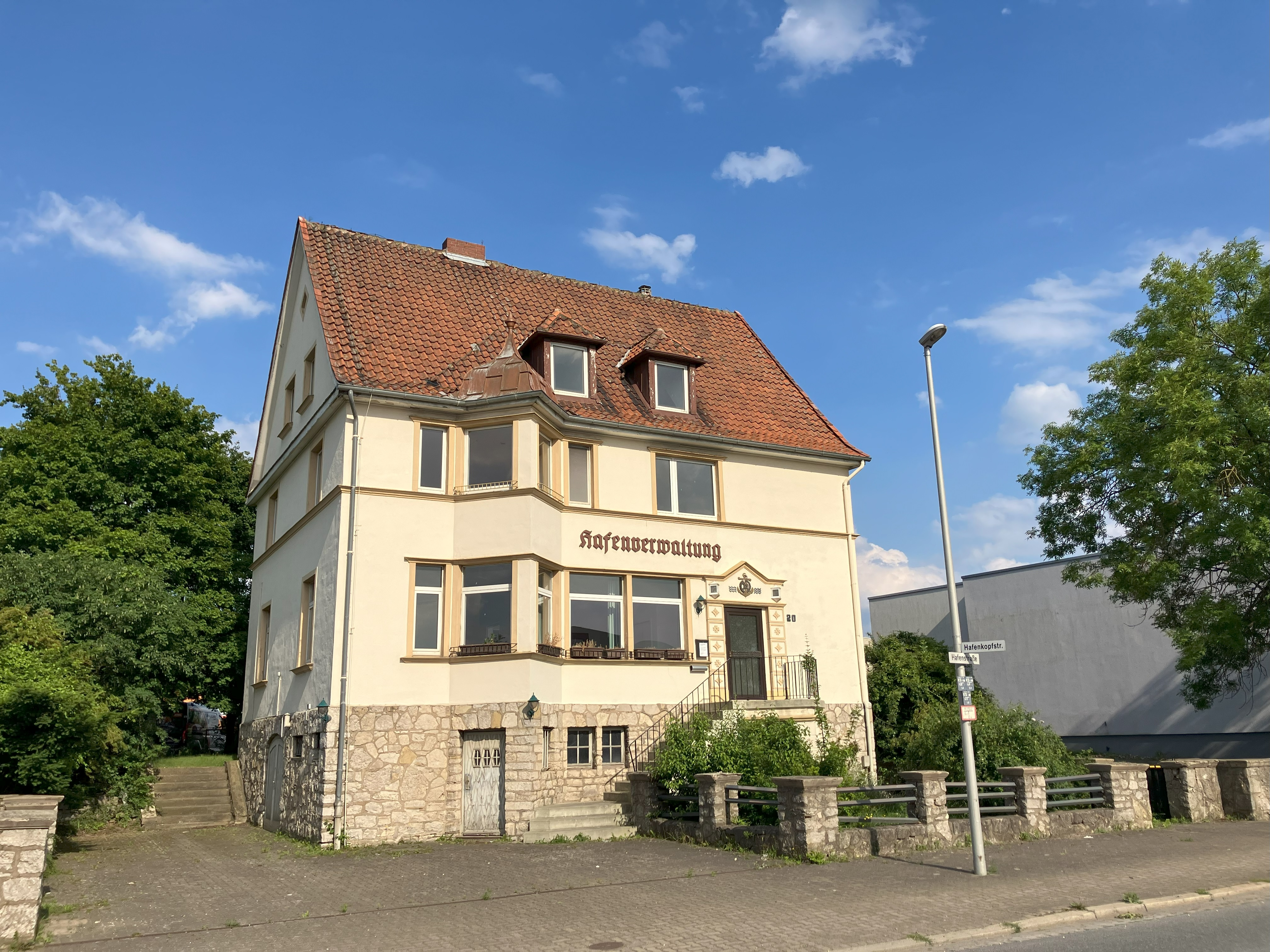
Gebäude der Hafenverwaltung in Hildesheim

Das Gebäude der Hafenverwaltung Hildesheim ist ein zweigeschossiger Putzbau im Hildesheimer Hafen. Auffällig ist der hohe, mit Bruchsteinen verkleidete Sockel, sowie der utluchtartige Erker mit spitzem Grundriss. Dieser schließt mit einer Welschen Haube ab. Der von einer Treppe erschlossene, erhöhte Haupteingang ist mit Ornamentik und einem Ankeremblem verziert. Unter dem Gesimsband ist der Schriftzug Hafenverwaltung angebracht. Das 1927 errichtete Gebäude ist unter der ID 37530698 in das Niedersächsische Denkmalverzeichnis eingetragen.